# Estrella de Babcock
La estrella de Babcock (GL Lacertae / GL Lac) es una estrella variable situada en la constelación de Lacerta.
De magnitud aparente media +8,85, se encuentra aproximadamente a 2300 años luz del sistema solar.
La estrella de Babcock es una estrella peculiar de tipo espectral A0p. Está clasificada dentro del grupo de las estrellas Ap —caracterizadas por tener un campo magnético estelar fuerte y por rotar lentamente en comparación a otras estrellas de tipo A—, siendo Alioth (ε Ursae Majoris) y α Circini dos de sus principales exponentes.
De hecho, la estrella de Babcock tiene el mayor campo magnético conocido en una estrella.
En 1960, el astrónomo Horace W. Babcock fue el primero en medir su intensidad —34 kG—, apuntando que el campo magnético variaba de forma irregular.
Sin embargo, posteriores estudios mostraron evidencia de cierta periodicidad en la variación y permitieron constatar que el campo no era dipolar.
La temperatura efectiva estimada de la estrella de Babcock es de 14 000 K.
Es una variable del tipo Alfa2 Canum Venaticorum cuyo brillo fluctúa 0,17 magnitudes a lo largo de su período de rotación —9,49 días—.
Por ello, también recibe la denominación, en cuanto a estrella variable, de GL Lacertae.
Tiene un radio estimado de 4,2 radios solares y una masa comprendida entre 3 y 4 masas solares.